# 小行星6982
小行星6982（英語：6982）是一颗围绕太阳公转的小行星。1993年10月16日，埃莉諾·赫琳在帕洛马山发现了此天体。
这颗小行星的绝对星等为123.7377306033537等。